# 浅野忠
浅野 忠（あさの ただし、文政2年10月8日（1819年12月5日） - 明治25年（1892年）11月14日）は、江戸時代末期（幕末）の広島藩の筆頭家老、のちに神職。三原領主（3万石）三原浅野家第11代当主。第9代当主浅野忠順の子。諱は初め忠助、のちに忠厚。通称は遠江、主殿、大和、飛騨、仲之丞。号は榎蔭。
天保14年（1843年）9月、43歳にして老齢を理由に先代浅野忠敬が隠居し、忠敬の子浅野忠英は幼年だったため、家督を継いだ。嘉永6年（1853年）のペリー来航を期に、家老の上田主水、浅野豊後と連署した建白書を藩主浅野斉粛に提出し、辻将曹らとともに藩政改革を行おうとするが失敗した。そして安政2年（1855年）、藩主浅野長訓に執政更迭と改革派の登用を訴えたが、側近に阻まれ容れられず、翌安政3年（1856年）3月に病を理由として隠居を申し渡された。領地の三原に帰った忠は、時流に合わせて洋式の兵法を採用、砲台を築いた。その後、文久2年（1862年）10月より藩政に復し、軍制改革を行う。明治元年（1868年）5月、政事堂副総督となった。廃藩置県後の明治5年（1872年）厳島神社宮司となった。明治25年（1892年）、74歳で没した。
大正5年（1916年）、正五位を追贈された。